# Élections fédérales australiennes de 1929
Les élections fédérales australiennes de 1929 sont des élections fédérales ayant eu lieu le 12 octobre 1929. Le candidat James Scullin devient alors Premier ministre, contre son adversaire sortant Stanley Bruce. Les 75 sièges de la Chambre des représentants sont renouvelés : le Parti travailliste obtient alors 46 sièges, et le Parti nationaliste 26.
C'est la première élection du Commonwealth à ne renouveler que des sièges de la Chambre des représentants. Le parti travailliste obtient son record de sièges dans la Chambre, mais n'a qu'une minorité de sièges au Sénat, due à cette élection ne concernant que la Chambre des représentants.